# 巴普丘爾 (亞利桑那州)
巴普丘爾（英語：Bapchule）是位於美國亞利桑那州皮納爾縣的一個非建制地區。該地的面積和人口皆未知。

## 地理
巴普丘爾的座標為33°08′11″N 111°52′23″W / 33.13639°N 111.87306°W，而該地的平均海拔高度為365米（即1197英尺）。